# 庄少勤
庄少勤（1965年12月22日—），男，汉族，广东揭西人，中华人民共和国政治人物，现任自然资源部副部长、党组成员。